# 富山小太郎
富山 小太郎（とみやま こたろう、1902年（明治35年）12月28日 - 1972年（昭和47年）8月23日）は、日本の物理学者。理論物理学を専門とした東京物理学校、早稲田大学の各教授である。その著作や『科学』編集主任としての活動を通じ「現代物理学の紹介者、解説者」であった。

## 生涯

### 生い立ち
福島県喜多方町に生まれる。幼時に父が日露戦争で戦死し、母の養育を受けた。母方の祖父は喜多方事件の中心人物の一人で、のち県会副議長を務めた中島友八である。会津中学4年修了、二高理科甲類を経て、1925年（大正14年）3月に東京帝国大学を卒業。堀内寿郎は二高、中谷宇吉郎、三石巌、和達清夫は理学部物理学科の同級生であった。

### 物理学者
高嶺俊夫研究室
| 藤岡由夫は理学部物理学科の同級生で、のちに高嶺研究室の先輩となる。戦後の富山は藤岡家に寄寓していた時期があった。 |  | 朝永振一郎はその仁科研時代から富山と親交を結ぶ。戦後、ある問題で打ちひしがれた朝永が向かったのは富山の家であった。 |
| 藤岡由夫は理学部物理学科の同級生で、のちに高嶺研究室の先輩となる。戦後の富山は藤岡家に寄寓していた時期があった。 |  | 朝永振一郎はその仁科研時代から富山と親交を結ぶ。戦後、ある問題で打ちひしがれた朝永が向かったのは富山の家であった。 |

同年4月から翌々年3月まで松本高校の講師、教授を務め、物理学を担当した。松高辞任後の富山は東京帝大文学部で哲学を聴講し、また理化学研究所の高嶺俊夫研究室を訪問するようになる。1930年（昭和5年）4月に東京物理学校講師となり、6月には高嶺研嘱託を兼務する。高嶺研の同僚には須賀太郎らがおり、真空紫外分光器を用いた原子、二原子分子の研究が行われた。この時期に「量子論における可逆性、非可逆性の問題に就て」を発表。この論点はその後に発展をみせるが、発表された時点では出色の論文であった。
東京物理学校、電波科学専門学校
1941年（昭和16年）4月に東京物理学校教授（大河内正敏校長）となり、太平洋戦争中に国防理工学園が電波科学専門学校を創立するに際しては、多田元一とその準備を行った。1944年（昭和19年）4月の開校に際し、富山は東京物理学校を辞職している。電波科学専門学校（仁科芳雄校長）では理科系だけでなく、人文・社会学系の教育も実施され、並木美喜雄によれば、富山は同校教育の中心的存在であった。翌月以降岩波書店が発行する『科学』の編集者としても活動した。戦後、電波科学専門学校は東海科学専門学校となり、富山は学生寮で学生らと共に生活し、1948年（昭和23年）3月まで在職した。
早大理工・科学編集主任
翌月、第一早稲田高等学院の講師となり、翌年には第一理工学部講師に移る。1951年（昭和26年）以降、『科学』編集主任としても活動し、1958年（昭和33年）には理工学部教授となる。理工学部の一般教育理科主任であり、1965年（昭和40年）の物理学科創設に貢献している。富山は早大理工学部物理学科の初代主任教授でもあった。
現代物理学の論理
富山の物理学上の関心は、その基本的疑問と全体構成に向けられていた。その著作で代表的なものは『現代物理学の論理』であり、古典物理学から出版（1956年）当時の現代物理学の重要問題を解説したものである。専門が細分化していた物理学会において意欲的な著作であったが、並木や、橋爪夏樹（お茶の水女子大学教授）に批判を受け、富山自身も欠陥を自認していた。1972年（昭和47年）、富山は全面的な改訂作業を始めたが、その急逝によって未完に終わっている。

## 著書
単著
- 『現代物理学』岩波書店、1954年
- 『岩波講座 現代物理学1C』岩波書店、1955年
- 『相対性理論』岩波書店、1955年
- 『現代物理学の論理』岩波書店、1956年
- 『力学』岩波書店、1970年
- 『電磁気学』岩波書店、1972年
- 『物理学への道』岩波書店、1974年
- 『失われた教育』二玄社、1976年

共著
- 『量子力学概論』共立社、1938年（仁科芳雄、朝永振一郎）
- 『学生と科学』日本評論社、1948年（河合栄治郎編）
- 『岩波講座 現代物理学2』岩波書店、1955年（湯川秀樹、井上健、林忠四郎）
- 『初等物理学講座 第2巻』小山書店新社、1956年（坪井忠二、久保亮五、安芸敬一）
- 『初等物理学講座 4』小山書店、1956年（桑原五郎）
- 『岩波講座 現代思想第五巻 反動の思想』岩波書店、1957年（丸山真男、竹内好、久野収、武谷三男、石田雄、高島善哉、宮田光雄、藤田省三、勝田守一ほか）
- 『現代教育学10』岩波書店、1961年（田中実）[5]

編纂
- 『科学の事典』岩波書店、1950年[5]
- 『岩波理化学辞典』岩波書店、1953年（井上敏、小谷正雄、玉虫文一）

翻訳
- C.F.ワイツゼッガー『原子力と原子時代』岩波書店、1958年（粟田賢三との共訳）
- ハイゼンベルク『現代物理学の思想』みすず書房、1959年、（河野伊三郎との共訳）
- 『PSSC物理』（上、下）岩波書店、1967年（山内恭彦、平田森三との共訳）
- 『PSSC物理 実験指導書』岩波書店、1968年（同上）
- リチャード・P・ファインマン『ファインマン物理学第2巻』岩波書店、1968年
- リチャード・P・ファインマン『ファインマン物理学 第3巻』岩波書店、1972年
- 『PSSC物理 別冊』岩波書店、1974年（山内恭彦）